# Ems-Supérieur
Departamentul Ems-Supérieur (franceză Département de l'Ems-Supérieur, germană Departement der Oberen Ems) a fost un departament al Franței din perioada primului Imperiu. 
Departamentul a fost format în urma anexării unor teritorii ale statelor din Confederația Rinului în 1811. Motivul principal al anexării era de a controla strict aplicarea Blocadei Continentale, politică față de care cele mai importante regiuni portuare de la Marea Nordului erau reticente. Teritoriul departamentului aparținea anterior statelor Ducatul Arenberg, Marele Ducat Berg, Marele Ducat Oldenburg și Regatul Westfaliei.
Departamentul este numit după râul Ems, atributul "Supérieur" indicând că acesta se găsește pe cursul superior al acestui râu. Reședința departamentului a fost orașul Osnabrück. Departamentul era administrat indirect în cadrul imperiului, împreună cu celelalte două departamente hanseatice fiind sub autoritatea Curții Imperiale (Cour Impériale) de la Hamburg.
Departamentul este divizat în 4 arondismente și 40 cantoane astfel:
- arondismentul Osnabrück, cantoanele: Bad Essen, Bad Iburg, Bramsche, Dissen, Lengerich, Melle, Osnabrück, Ostbevern, Ostercappeln, Tecklenburg și Versmold.
- arondismentul Lingen, cantoanele: Bevergern, Freren, Fürstenau, Haselünne, Ibbenbüren, Lingen, Meppen, Papenburg și Sögel.
- arondismentul Minden, cantoanele: Bünde, Enger, Levern, Lübbecke, Minden, Petershagen, Quernheim, Rahden, Uchte și Werther.
- arondismentul Quakenbrück, cantoanele: Ankum, Cloppenburg, Diepholz, Dinklage, Friesoythe, Löningen, Quakenbrück, Vechta, Vörden și Wildeshausen.

În urma înfrângerii lui Napoleon în 1814 teritoriul este împărțit între Regatul Hanovra, Marele Ducat Oldenburg și Regatul Prusiei, în cadrul căreia face parte din Provincia Westfalia. Actualmente teritoriul face parte din landurile Saxonia Inferioară și Renania de Nord-Westfalia.